# Sveriges fågelfauna
| Bofinken och lövsångaren är Sveriges absolut vanligaste fåglar. |  | Bofinken och lövsångaren är Sveriges absolut vanligaste fåglar. |
| Bofinken och lövsångaren är Sveriges absolut vanligaste fåglar. |  |                                                                 |

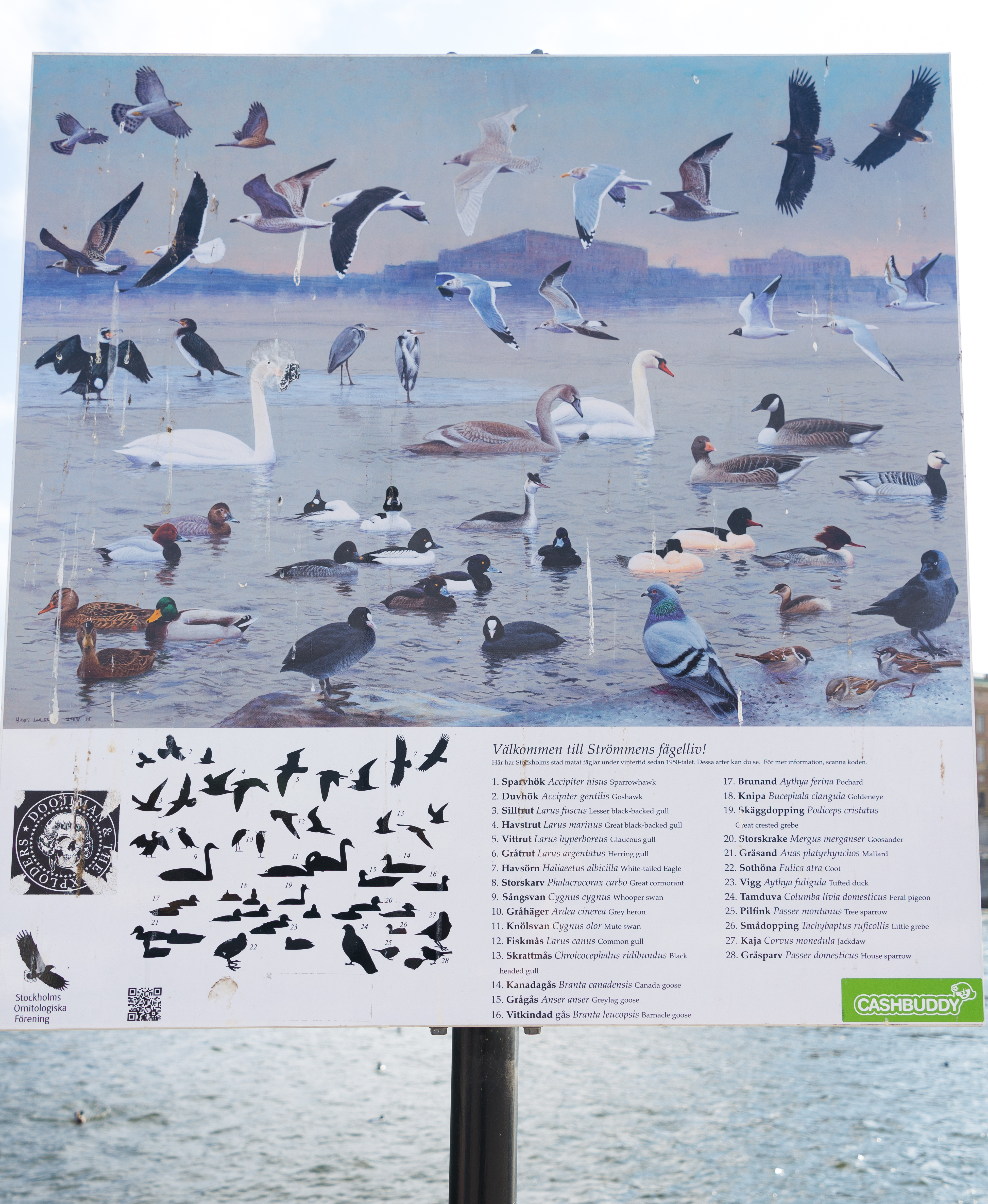
Fågelinformation vid Norrström i Stockholm.

Sveriges fågelfauna består av cirka 250 häckande arter varav merparten är flyttfåglar.  Utöver dessa förekommer det cirka 25 arter som inte häckar i Sverige, men som passerar landet varje år på sin väg till eller från sina häckningsplatser på den sibiriska tundran.
Det förekommer fåglar i princip överallt i Sverige, ända upp till glaciärkanterna i fjällkedjan. På grund av Sveriges klimat är merparten av landets fåglar flyttfåglar och några övervintrar hundratals mil från sina häckningsområden.
I september 2022 hade 531 arter av spontant förekommande fåglar med säkerhet identifierats i Sverige. Landskapen som toppar med flest observerade arter (2012) är Skåne med 418, Öland med 408 och Halland med 377 arter.
Uppskattningsvis häckar det 70 miljoner par fåglar varje år i Sverige. Lövsångaren och bofinken är de till antalet vanligaste fåglarna i Sverige och man uppskattar att det under varje säsong finns 13,2 respektive 8,4 miljoner häckande par av dessa båda arter, vilket utgör 31% av alla häckande fåglar i landet. I fallande skala följer sedan rödhake (3,8 milj), kungsfågel (3,8 milj), talgoxe (2,8 milj), trädpiplärka (2,4 milj), bergfink (2,1 milj), taltrast (1,9 milj) och koltrast (1,8 milj). Lövsångare och bofink utgör också de vanligaste arterna i alla landskap förutom på Öland där den vanligaste är sånglärkan. Dalarna är det landskap som har flest häckande arter med 194 stycken och Småland har överlägset flest häckande par med 7,9 miljoner par per år.
Tjädern är den fågelart som totalt utgör mest biomassa med 2 000 ton; sedan följer ringduva (977 ton), ejder (587 ton), gräsand (440 ton) och orre (389 ton). Den fågel som man känner till som blivit äldst i Sverige var en sillgrissla som blev 42 år.
Av alla individer som kläcks i Sverige dör uppskattningsvis 240 miljoner per år. Alla Sveriges vilda fågelarter är fridlysta i hela landet.
- Lista över alla regelbundet förekommande arter i Sverige.
- Lista över alla observerade arter i Sverige.
- Lista över alla observerade arter i Sverige i taxonomisk ordning

## Fenologi
Merparten av Sveriges fågelarter är flyttfåglar men trots detta observerades det under början av 2000-talet drygt 200 arter i landet varje vinter. Detta beror på att delar av populationen, eller enstaka individer, av många av de arter som flyttar från sina häckningsområden i norr övervintrar i södra Sverige. Man har uppskattat att cirka 85 % av Sveriges fågelindivider är flyttfåglar.

## Ett urval häckningsgeografier för några av de vanligare svenska fåglarna[9]

### Fjällandskap
Områdena listas från lägst till högst belägna område. 
| - fjällbjörkskog - rödvingetrast - bergfink - lövsångare - järnsparv - dalripa - gråsiska - videområde - blåhake - lappsparv - gråsiska - dalripa | - fjällsjö - fiskmås - silvertärna - bergand - alfågel - drillsnäppa - smalnäbbad simsnäppa - myr - rödbena - kricka - fjällhed - ängspiplärka - ljungpipare - fjällabb | - stup och rasbranter - korp - fjällvråk - stenskvätta - ringtrast - planare hedar på högre höjd - ängspiplärka - fjällpipare - fjällripa - blockmarker med snöfläckar - snösparv - fjällripa |

### Myrlandskap
Områdena listas från lägst och fuktigast till högst belägna och torraste område.
| - Större sjö - storlom - fiskmås - knipa - vigg - bläsand - blötmyr - brushane - torrare mossparti - ljungpipare - ängspiplärka | - myrgöl - smålom - sångsvan - kricka - strängmyr - trana - enkelbeckasin - grönbena - gluttsnäppa - småspov - jorduggla (vid gnagarår) - gulärla - ängspiplärka - videområde - sävsparv | - myr med spridda buskar - buskskvätta - sumpskog - videsparv - blandskog - bergfink - rödvingetrast - lövsångare - trädpiplärka - hökuggla (vid gnagarår) - tallhed - rödstjärt - grå flugsnappare |

### Slättsjölandskap
Områdena listas från högsta och torraste till lägst belägna och fuktigaste område.
| - åker - sånglärka - beteshage - storspov - sädesärla - strandskog - lövsångare - trädgårdssångare - svarthätta - entita - stjärtmes - näktergal - bofink | - videbuskmark- sankäng - näktergal - sävsångare - gräshoppsångare - buskskvätta - sävsparv - sankäng - tofsvipa - enkelbeckasin - ängspiplärka - gulärla - översvämningszon och dammar - gräsand - kricka - skedand - kanadagås | - vasszon - sävsångare - rörsångare - sävsparv - skrattmås - vattenrall - rörhöna - rördrom - brun kärrhök - flytbladszon - sothöna - svarthakedopping - smådopping - gräsand - kanadagås - knölsvan - öppet vatten - skäggdopping - brunand - vigg |

### Kulturlandskap
| - stadsbebyggelse - tornseglare - tamduva - plantering, park - ringduva - turkduva - kaja - skata - stare - svartvit flugsnappare - koltrast - talgoxe - pilfink - gråsparv - björktrast - bofink - grönfink | - hagmark - hämpling - gulsparv - grönfink - törnsångare - törnskata - ärtsångare - göktyta - björktrast - bondgård - skata - pilfink - gulsparv - hussvala - ladusvala - sädesärla - fasan | - dunge - kråka - gulsparv - björktrast - fasan - tornfalk - ringduva - ekbacke - skogsduva - kattuggla - gröngöling - stare - svartvit flugsnappare - talgoxe - blåmes - nötväcka - lövsångare - trädgårdssångare - bofink |

## Status och hot

### Status enligtBirds in Europe. Population estimates, trends and conservation status, 2004

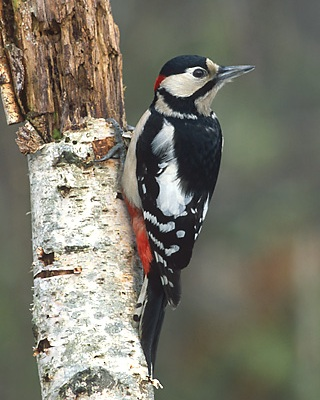
Större hackspett är en av alla de arter vars population minskar i Sverige.

Det pågår ständigt fluktuationer och populationsförändring bland fåglar. Vissa förändringar är naturliga och andra beror till stor del av människans inverkan på naturen. I Sverige har det under en 30-årsperiod observerats att många av de vanliga fåglarna minskar i antal medan några andra ökar. I undersökningen Birds in Europe. Population estimates, trends and conservation status av BirdLife International från 2004 visar siffrorna att 46 % av Sveriges häckande arter minskar i antal medan 28 % är stabila och 26 % ökar. Dessa siffror är mycket högre än exempelvis Sveriges grannländer Norge, Danmark och Finland där siffrorna visar på en minskning av 21 % till 34 % av arterna. Det enda land i denna undersökning som har en högre andel minskande arter i Europa är Turkiet. 

#### Utsatta biotoper och exempel på fåglar
- Skogsmarker: 39 % av de minskande arterna är skogsfåglar, däribland Sveriges två vanligaste arter, nämligen lövsångare och bofink. Andra arter är Sveriges alla hackspettarter. Däremot ökar skogsfåglarna blåmes och grönfink.
- Våtmarker: 35 % av de minskande arterna är fåglar som häckar i anslutning till våtmarker som vigg, knipa och skrattmås.
- Jordbrukslandskapet: 31 % av arterna som minskar är typiska fåglar för jordbrukslandskapet som stare, gulsparv och hämpling. Andra mer akut hotade arter är kornknarr och fältpiplärka.

### Akut hotade och starkt hotade arter
Enligt ArtDatabanken räknas enligt Rödlistan 2015 följande arter och underarter som akut hotade (CR)
För en komplett lista, se Lista över rödlistade fågelarter i Sverige.
- Fjällgås (Anser erythropus)
- Vit stork (Ciconia ciconia)
- Sydlig kärrsnäppa (Calidris alpina schinzii)
- Rödspov (Limosa limosa)
- Fjälluggla (Bubo scandiacus)
- Tornuggla (Tyto alba)
- Vitryggig hackspett (Dendrocopos leucotos)

Enligt ArtDatabanken räknas följande arter som starkt hotade (EN)
- Alfågel (Clangula hyemalis) övervintrande population
- Toppskarv (Gulosus aristotelis)
- Brun glada (Milvus migrans)
- Ängshök (Circus pygargus)
- Tretåig mås (Rissa tridactyla)
- Pungmes (Remiz pendulinus)
- Nordsångare (Phylloscopus borealis)
- Tajgablåstjärt (Tarsiger cyanurus)
- Svarthakad buskskvätta (Saxicola rubicola)
- Svarthalsad dopping (Podiceps nigricollis)
- Fältpiplärka (Anthus campestris)
- Kornsparv (Emberiza calandra)

### Arter som försvunnit som häckfåglar
Följande arter har tidigare, i historisk tid, häckat i Sverige men räknas enligt ArtDatabanken som försvunna som häckningsfåglar, det vill säga nationellt utdöda (RE)
- Svartbent strandpipare (Anarhynchus alexandrinus)
- Svart stork (Ciconia nigra)
- Blåkråka (Coracias garrulus)
- Mellanspett (Dendrocopos medius)
- Lunnefågel (Fratercula arctica)
- Tofslärka (Galerida cristata)
- Stortrapp (Otis tarda)
- Härfågel (Upupa epops)

Vit stork var länge nationellt utdöd men har nu återkommit som häckfågel i Skåne.

### Nya häckfåglar
Följande arter har etablerat häckpopulationer i Sverige under senare delen av 1900-talet och början av 2000-talet.
- Brandkronad kungsfågel
- Svarthuvad mås
- Ägretthäger
- Brun glada
- Svarthakad buskskvätta
- Trädgårdsträdkrypare

### Naturliga fluktuationer
Vissa arter som ökar eller minskar i Sverige kan mycket väl bero på naturliga fluktuationer i populationer. Speciellt randpopulationer, det vill säga populationer som befinner sig i ytterkanten av artens utbredningsområde, kan under en period öka eller minska kraftigt, och detta kan ske under ganska korta perioder. En sådan art är exempelvis skrattmåsen som påbörjade sin invandring till Sverige under 1700-talet. Fortfarande vid mitten av 1800-talet häckade fågeln bara i södra Sverige. Under 1900-talets början expanderade arten snabbt norrut för att häcka i hela Sverige utom i fjällen. Men nu är häckningstalen minskande igen och sedan 1975 har häckningspopulationen halverats i Sverige.

## Fågelskådning i Sverige och klassiska fågelskådarlokaler
Fågelskådarlokalerna har ett bokstavssystem där (H) betyder häckningslokal, (F) flyttfågellokal, (Hv) havsfågellokal och (V) vinterlokal. Att det observeras ett högt antal rariteter på klassiska fågellokaler beror inte bara på att det där förekommer en stor mängd fåglar utan även att där finns många kunniga fågelskådare som kan få syn på de ovanliga arterna. Rariteterna i denna lista är utvalda ur ett riksperspektiv.

### Skåne
Skåne är det landskap i Sverige där man observerat flest olika arter och fram till och med 2006 var det 405 stycken. Skånes geografiska placering och flyttfåglarnas rutter gör att en stor mängd fåglar årligen passerar Skåne på väg till och från sina häckningsplatser kring Östersjön och nordöst till de nordliga taigabältet. En annan orsak till att det observeras så många olika arter i Skåne beror såklart på att felflugna fåglar från sydligare trakter med större sannolikhet landar i Sveriges södra områden än längre norrut vilket gör att fler sydliga rariteter observeras i Skåne än i de flesta andra landskap. Exempelvis är Skåne det enda landskap i Sverige där man observerat eremitskogstrast, grässångare och vitstrupig sparv. 
Den tredje orsaken är att Skåne har några arter som utöver Skåne bara häckar i få andra landskap i Sverige. Ett exempel var tofslärkan vars sista svenska spillra häckade i Skåne fram till och med slutet av 1980-talet. Skåne har även haft häckande biätare, vassångare, brandkronad kungsfågel och svarthakad buskskvätta och än mer extremt var det par av minervauggla som häckade i Härlöv på 1940-talet.
Fågellokaler i Skåne
- Hovs hallar - Hv, F
- Kåseberga - Hv, F
- Laholmsbukten - Hv,F
- Falsterbo - F
- Sandhammaren - Hv, F
- Skanörs revlar - F
- Vombs ängar - F, V

Observerade rariteter i Skåne i urval

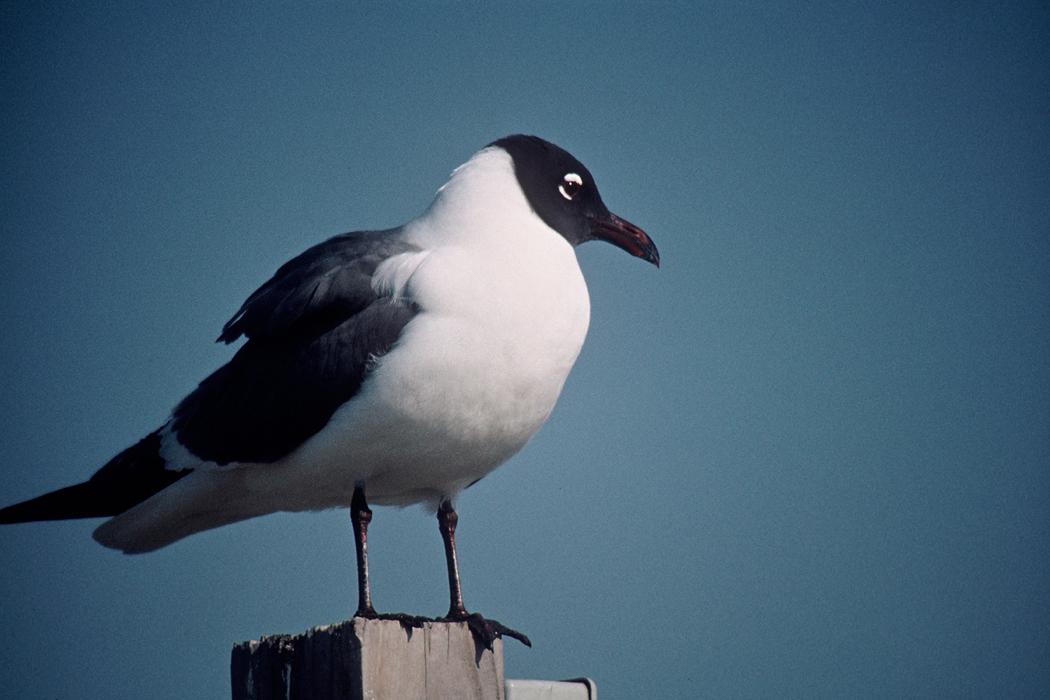
Sotvingad mås (Larus atricilla), nordamerikansk art som setts vid ett fåtal tillfällen i Sverige i Västergötland, Bohuslän, Blekinge, Skåne och på Öland.

| - Amerikansk tundrapipare - Alpjärnsparv - Balearisk lira - Bergsångare - Blek tornseglare - Dvärglärka - Dvärgsumphöna - Dvärguv - Eleonorafalk - Eremitskogstrast - Grässångare - Grön biätare - Gulbröstad snäppa - Guldtrast - Gyllensparv - Gåsgam - Ismås - Isabellastenskvätta - Jungfrutrana | - Kejsarörn - Klippsparv - Klippsvala - Mindre albatross - Minervauggla - Mongolpipare - Mongolpiplärka - Orientvadarsvala - Provencesångare - Präriemås - Präriesimsnäppa - Rallhäger - Ringnäbbad mås - Rosenmås - Rödfalk - Rödhalsad snäppa - Rödvingad vadarsvala - Skatgök - Smutsgam - Sotvingad mås | - Spetsstjärtad snäppa - Stormsvala - Stubbstjärtseglare - Stäppvipa - Större lira - Svartand - Svartbrynad albatross - Svartvingad vadarsvala - Tallsparv - Trädgårdsträdkrypare - Tundrasnäppa - Vittrut - Vitgumpsnäppa - Vitstrupig näktergal - Vitstrupig sparv - Ökentrumpetare - Ökenlöpare - Ökenpipare - Ökenstenskvätta - Ökensångare |

Skånes Ornitologiska Förening
- officiell webbplats

### Blekinge
Har haft häckande Härfågel
Fågellokaler i Blekinge
- Utlängan - Hv, F
- Utklippan - Hv, F
- Torhamns udde - F
- Listerlandet
  - Kråkenabben - F, Hv

Observerade rariteter i Blekinge i urval
| - Bergsångare - Dvärglärka - Gyllensparv - Isabellastenskvätta - Klippsparv - Medelhavsstenskvätta - Rödfalk - Sammetshätta - Sotvingad mås - Spetsstjärtad snäppa - Stormsvala | - Strömand - Stäppsångare - Sumpvipa - Svarthuvad sparv - Tallsparv - Trädmås - Träsksångare - Vitstrupig näktergal - Ökenpipare - Ökenstenskvätta - Ökensångare |

Blekinge ornitologiska förening
- officiell webbplats

### Halland
I Halland har det observerats 373 arter fram till och med 2006 vilket placerar landskapet på tredje plats i antal observerade olika arter. Sällsynt så häckar brun glada i Halland och det är det enda landskapet i Sverige där man observerat tofslunne, kärrtärna, brun törnskata och sångsparv.
Fågellokaler i Halland
- Båtafjorden - H, F
- Galtabäck - F
- Getterön
  - Getteröns naturreservat, H, F
  - Gubbanäsan - Hv, F
- Laholmsbukten - Hv,F
- Morups Tånge - F
  - Glommen - Hv, F
- Tjolöholm - H, F
- Vallda Sandö -H, F
- Påarp och Trönninge ängar - H, F
- Nidingen

Observerade rariteter i Halland i urval
| - Amerikansk tundrapipare - Asiatisk kalanderlärka - Balearisk lira - Gulbröstad snäppa - Eksångare - Eleonorafalk - Fläckdrillsnäppa - Hedpiplärka - Ismås - Kalanderlärka - Kärrtärna - Mindre bergand - Orientseglare - Rallhäger - Ringnäbbad mås - Rosenmås - Rödhalsad snäppa - Rödvingad vadarsvala | - Skatgök - Sottärna - Sotvingad mås - Stubbstjärtseglare - Stormsvala - Stäppvipa - Större beckasinsnäppa - Större lira - Sumpvipa - Svarthuvad sparv - Svartbrynad albatross - Svartvingad vadarsvala - Tatarfalk - Tofslunne - Trädmås - Vitgumpsnäppa - Ökenpipare - Ökenstenskvätta |

### Småland
Observerade rariteter i Småland i urval
| - Amerikansk tundrapipare - Dvärgskarv - Dvärgsumphöna - Gyllensparv - Isabellastenskvätta - Kalanderlärka - Karolinasumphöna - Klippsvala - Medelhavsstenskvätta - Präriemås - Präriesismsnäppa | - Rallhäger - Rosenmås - Rödfalk - Stentrast - Stormsvala - Större beckasinsnäppa - Svarthuvad sparv - Svartvingad vadarsvala - Tallsparv |

### Öland
Hela Öland är klassiska fågelskådarmarker och som landskap i Sverige kommer Öland på andra plats i antal observerade arter med 402 stycken (2006). Precis som för Skåne så är det bland annat Ölands geografiska placering som är orsaken till att detta Sveriges minsta landskap ändå placerar sig så högt upp i antal observerade arter. En mängd flyttfåglar passerar årligen ön på väg till och från sina häckningsplatser kring Östersjön och nordöst till de nordliga taigabältet. En annan orsak är Ölands olika rika biotoper, med exempelvis strandängar, långgrunda stränder och inlandsvåtmarker. Många flyttfåglar, exempelvis vadare, nyttjar Öland som en anhalt på sin flyttning på grund av de långgrunda stränderna och tångbankarnas rikedom på kräftdjur och insektslarver. Öland är det enda landskap i Sverige där man observerat exempelvis sibirisk gråsnäppa, hudsonspov, sibirisk trast,  polyglottsångare, taigaflugsnappare, masktörnskata och rostsparv. Mer sällsynta häckfåglar, för svensk räkning, som förekommer på Öland är exempelvis ängshök, rödspov, sydlig kärrsnäppa, skräntärna, småtärna, svarttärna, sommargylling och kornsparv där den senare förr var en vanlig fågel på Ölands alvar.  
Fågellokaler på Öland
Det finns ett antal ortnamn och platser som oftare figurerar i fågelskådarsammanhang.
- Beijershamn
- Segerstad fyr
- Ölands norra udde
- Ölands södra udde
  - Ottenby

Observerade rariteter på Öland i urval
| - Alpjärnsparv - Balkansångare - Bergsångare - Blek tornseglare - Dvärgsumphöna - Dvärguv - Eksångare - Eleonorafalk - Gråhalsad trast - Gulbröstad snäppa - Guldtrast - Gyllensparv - Hudsonspov - Isabellastenskvätta - Ismås - Kalanderlärka - Kejsarörn - Klippsparv - Kragtrapp | - Långtåsnäppa - Masktörnskata - Medelhavsstenskvätta - Mongolpipare - Polyglottsångare - Provencesångare - Präriemås - Präriesimsnäppa - Rallhäger - Ringnäbbad mås - Rostsparv - Rödfalk - Rödhalsad snäppa - Rödvingad vadarsvala - Sammetshätta - Sandsnäppa - Saxaulsångare - Sibirisk gråsnäppa - Sibirisk järnsparv - Sibirisk piplärka - Sibirisk trast | - Skorstenseglare - Skäggtärna - Smutsgam - Styltsnäppa - Stäppsångare - Större beckasinsnäppa - Större gulbena - Sumpcettia - Svarthuvad sparv - Svartvingad vadarsvala - Tallsparv - Taigaflugsnappare - Trädgårdsträdkrypare - Träsksångare - Vitgumpsnäppa - Vitstrupig näktergal - Ökenlöpare - Ökenpipare - Ökenstenskvätta - Ökensångare |

Ölands ornitolgiska förening
- Officiell webbplats

### Gotland
Är det enda landskap i Sverige där man observerat ökennattskärra, balkansångare och rostgumpad törnskata.
Fågellokaler på Gotland
- Stora Karlsö - H, F

Observerade rariteter på Gotland i urval
| - Alpjärnsparv - Amerikansk tundrapipare - Asiatisk kalanderlärka - Balkansångare - Bergsångare - Blåtrast - Brokig kardinal - Dvärglärka - Dvärgsumphöna - Dvärguv - Eleonorafalk - Grön biätare - Gulbröstad snäppa | - Gyllensparv - Ismås - Jungfrutrana - Långnäbbad mås - Mongolpiplärka - Präriemås - Ringnäbbad mås - Rosenmås - Rostgumpad törnskata - Rödvingad vadarsvala - Saxaulsångare - Sibirisk piplärka - Smutsgam | - Stäppsångare - Stäppvipa - Sumpvipa - Svarthuvad sparv - Svartvingad vadarsvala - Tallsparv - Träsksångare - Vitgumpsnäppa - Vitstrupig näktergal - Vitvingad lärka - Ökennattskärra - Ökenstenskvätta - Ökentrumpetare - Ökenvarfågel |

Gotlands ornitologiska förening
- officiell webbplats

### Västergötland
Fågellokaler i Västergötland i urval
- Galterö - Hv, F
- Hornborgasjön - H, F
- Kråks skjutfält - F
- Torslandaviken - F

Observerade rariteter i Västergötland i urval
| - Amerikansk tundrapipare - Balearisk lira - Bruntrast - Dvärguv - Ismås - Jungfrutrana - Kohäger - Mindre bergand - Mongolpipare - Mongolpiplärka - Piparsnäppa - Provencesångare - Ringnäbbad mås - Rosenmås | - Rödvingad vadarsvala - Smutsgam - Spetsstjärtad snäppa - Stormsvala - Stäppvipa - Större beckasinsnäppa - Sumpvipa - Svartvingad vadarsvala - Tallsparv - Taggstjärtseglare - Vattensångare - Vitstrupig näktergal - Ökenstenskvätta |

Ornitologiska föreningar
- Göteborgs ornitologiska förening
- Västergötlands ornitologiska förening

### Bohuslän
Fågellokaler i Bohuslän
- Kråkudden - Hv, F
- Ramsvikslandet
- Torslandaviken - F

Observerade rariteter i Bohuslän i urval
| - Balearisk lira - Dvärgsumphöna - Ismås - Jungfrutrana - Fläckdrillsnäppa - Rosenmås - Rödhalsad snäppa - Sotvingad mås - Större lira - Sumpvipa | - Stormsvala - Svarthuvad sparv - Svartvingad vadarsvala - Tallsparv - Trädmås - Tygeltärna - Ökenlöpare - Ökenstenskvätta - Vandringstrast - Ökenvarfågel - Ökentrumpetare |

### Östergötland
Enda landskapet där starrsångare observerats, vid två tillfällen till och med. 

#### Fågellokaler i Östergötland
- Tåkern - H, F

Observerade rariteter i Östergötland i urval
- Mindre bergand
- Mongolpipare
- Klippsvala
- Rosenmås
- Rödstrupig sångare
- Rödvingad vadarsvala
- Sammetshätta
- Vandringstrast

### Dalsland
En av de få häckande paren av vitryggig hackspett i Sverige finns i Dalsland och vid ett tillfälle har man observerat fjällripa.
Observerade rariteter i Dalsland i urval
- Blåvingad årta
- Skedstork

### Närke
Har haft häckande lundsångare.
Fågellokaler i Närke
- Kvismaren - H, V
- Oset - H, V
- Tysslingen

Observerade rariteter i Närke i urval
- Eleonorafalk
- Jungfrutrana
- Rallhäger
- Sumpvipa
- Svartvingad vadarsvala

Närke ornitologiska förening
- Officiell webbplats

### Södermanland
Stoltserar med Europas enda fynd av dvärgsångare och även enda landskapet där spetsstjärtad duva observerats.
Fågellokaler i Södermanland
- Landsort - Hv, F
- Strandstuviken

Observerade rariteter i Södermanland i urval
| - Azurmes - Asiatisk kalanderlärka - Dvärgsångare - Gåsgam - Isabellastenskvätta - Ismås - Kohäger - Rödstrupig sångare - Rödvingad vadarsvala - Sibirisk järnsparv | - Sibirisk piplärka - Strömand - Smutsgam - Sumpvipa - Svarthuvad sparv - Tallsparv - Trädgårdsträdkrypare - Ökenpipare - Ökensångare - Ökentrumpetare - Ökenvarfågel |

### Värmland
Är det enda landskap i Sverige där man observerat svartlärka. En av de mer ovanliga observationerna hör också den större lira som man fann 1999 vid Vänern.
Observerade rariteter i Värmland i urval
- Ismås
- Karolinasumphöna
- Kejsarörn
- Mongolpipare
- Rallhäger
- Rosenmås
- Rosentärna
- Sammetshätta
- Stentrast
- Stormsvala
- Större lira
- Svarthuvad sparv
- Svartlärka
- Tallsparv
- Ökenvarfågel

### Västmanland
Sveriges första och hittills enda prärietrana hittades i Västmanland.
Fågellokaler i Västmanland
- Asköviken - H, F
- Fläcksjön - H, F
- Frövisjön - H, F
- Gnien - F

Observerade rariteter i Västmanland i urval
| - Amerikansk tundrapipare - Dvärguv - Jungfrutrana - Medelhavsstenskvätta - Mongolpipare - Präriemås - Rosenmås - Rödfalk - Rödhalsad snäppa - Sumpvipa | - Svartvingad vadarsvala - Vitgumpsnäppa - Prärietrana - Svartand - Bronsibis - Styltlöpare - Större beckasinsnäppa - Mindre gulbena |

Västmanland ornitologiska förening
- Officiell webbplats

### Uppland
Enda landskapet i Sverige där man observerat glasögonflugsnappare och rostskogstrast, båda på Svenska Högarna, samt hela tre asiatiska arter fältsparvar: rödkindad sparv, gulbrynad sparv och dvärgsävsparv.
Fågellokaler i Uppland
- Angarnsjöängen - H, F
- Ledskär - H, F
- Biotestanläggningen, Forsmarks kärnkraftverk - H, F, V
- Harudden, Kallrigafjärden - F
- Pansarudden - H
- Fiby urskog - H
- Övre Föret - H, F, V
- Hjälstaviken - H, F

Observerade rariteter i Uppland i urval
| - Amerikansk tundrapipare - Dvärgsumphöna - Glasögonflugsnappare - Gyllensparv - Iberisk gransångare - Isabellastenskvätta - Ismås - Jungfrutrana - Långnäbbad mås - Rallhäger | - Rostskogstrast - Rödhalsad snäppa - Sibirisk järnsparv - Sibirisk piplärka - Spetsstjärtad snäppa - Stäppvipa - Sumpvipa - Tallsparv - Träsksångare - Ökenstenskvätta - Ökensångare |

Upplands ornitologiska förening
- officiell webbplats

### Gästrikland
Enda landskap i Sverige där man observerat macchiasångare.
Observerade rariteter i Gästrikland i urval
- Fältsångare
- Guldtrast
- Gyllensparv
- Ismås
- Macchiasångare
- Medelhavsstenskvätta
- Rödstrupig sångare
- Sibirisk piplärka
- Stormsvala
- Svarthuvad sparv
- Ökenstenskvätta

### Dalarna
Har Sveriges sydligaste häckningspopulation av blåhake och fjällripa. Enda landskapet där amerikansk rördrom observerats.
Observerade rariteter i Dalarna i urval
- Beigekindad skogstrast
- Grön biätare
- Karolinasumphöna
- Kragtrapp
- Präriesimsnäppa
- Rallhäger
- Stormsvala
- Svarthuvad sparv

### Hälsingland
Har haft häckande lundsångare och amerikansk kopparand.
Observerade rariteter i Hälsingland i urval
- Guldtrast
- Kejsarörn

### Medelpad
Stoltserar med Sveriges enda fynd av grågam.
Observerade rariteter i Medelpad i urval
- Präriesimsnäppa
- Svarthuvad sparv

### Jämtland
Observerade rariteter i Jämtland i urval
- Blåvingad årta
- Fläckdrillsnäppa
- Guldtrast
- Gyllensparv

### Ångermanland
Observerade rariteter i Ångermanland i urval
- Skatgök
- Stormsvala
- Större gulbena
- Ökenstenskvätta
- Ökenvarfågel

### Västerbotten
Västerbotten har haft häckande brun glada, busksångare och lundsångare och är det enda landskap i Sverige där man observerat exempelvis tundrapiplärka och klippkaja.
Fågellokaler i Västerbotten
- Bjuröklubb

- Holmsund och Umeälvens delta - H, F, Hv
  - Holmöarna och Stora Fjäderägg
- Lillskärsudden, Sörmjöle

Observerade rariteter i Västerbotten i urval
- Amerikansk tundrapipare
- Gyllensparv
- Ismås
- Kalanderlärka
- Klippkaja
- Medelhavsstenskvätta
- Mongolpiplärka
- Präriemås
- Präriesimsnäppa
- Sibirisk järnsparv
- Sibirisk piplärka
- Stubbstjärtseglare
- Stäppsångare
- Svartand
- Svartstrupig järnsparv
- Taggstjärtseglare
- Tallsparv
- Ökenstenskvätta
- Ökenvarfågel
- Örnvråk

### Norrbotten
Observerade rariteter i Norrbotten i urval
- Asiatisk kalanderlärka
- Dvärguv
- Gråhalsad trast
- Gyllensparv
- Ismås
- Jungfrutrana
- Klippsparv
- Rödstrupig sångare
- Sibirisk piplärka
- Stentrast
- Styltsnäppa
- Stäppsångare
- Stäppvipa
- Tallsparv
- Träsksångare

### Lappland
Har som enda landskap i Sverige häckande snösiska, årligen häckande dvärgsparv, och har haft häckande nordsångare. Lappland kan också stoltsera med två observationer av azurmes en fågel som i Sverige annars bara är funnen vid ett tillfälle i Södermanland på 1780-talet.
Fågellokaler i Lappland
- Abiskojokkens delta: välkänd rastlokal och något av nordligaste Sveriges fågel-mekka.

Observerade rariteter i Lappland i urval
- Azurmes
- Grön biätare
- Gråhalsad trast
- Gyllensparv
- Ismås
- Kejsarörn
- Präriesimsnäppa
- Rosenmås
- Stentrast
- Stäppflyghöna
- Svarthuvad sparv
- Ökentrumpetare